# Edwin
Edwin ist ein männlicher Name.

## Herkunft und Bedeutung des Namens
- angelsächsische Form von Otwin (ead = Besitz; wini = Freund ≙ wohlhabender/reicher Freund)

## Varianten
- Edvinas, litauisch
- Edvin

## Namenstage
- 4. März, 4. Oktober, 12. Oktober

## Bekannte Namensträger
- Edwin von Northumbria († 633), König von Northumbria im 7. Jh.
- Edwin, Earl of Mercia († 1071), angelsächsischer Adliger
- Edwin Aldrin (* 1930), 2. Mensch auf dem Mond mit Apollo 11, siehe Buzz Aldrin
- Edwin Benne (* 1965), niederländischer Volleyballspieler und -trainer
- Edwin Pearce Christy (1815–1862), US-amerikanischer Komponist, Sänger, Schauspieler und Theaterproduzent
- Edwin Coratti (* 1991), italienischer Snowboarder
- Edwin Corning (1883–1934), US-amerikanischer Geschäftsmann und Politiker
- Edwin Cubero (1924–2000), costa-ricanischer Fußballspieler
- Edwin L. Drake (1819–1880), erster US-Amerikaner, der erfolgreich nach Öl bohrte
- Edwin Erich Dwinger (1898–1981), deutscher Schriftsteller
- Edwin Fischer (1886–1960), Schweizer Pianist
- Edwin Rice Godfrey (1842–1922), US-amerikanischer Politiker
- Edwin Hartmann (1910–1996), österreichischer Soldat und Skisportler
- Edwin Hawkins (1943–2018), US-amerikanischer Gospelmusiker
- Edwin Hoernle (1883–1952), deutscher Dichter und Schriftsteller
- Edwin Hubble (1889–1953), US-amerikanischer Astronom
- Edwin James (1797–1861), US-amerikanischer Botaniker, Geologe, Autor und Bibelübersetzer
- Edwin Kahn (1911–1945), US-amerikanischer American-Football-Spieler, siehe Ed Kahn
- Edwin W. Kemmerer (1875–1945), US-amerikanischer Wirtschaftswissenschaftler
- Edwin Keur (* 1972), niederländischer DJ und Musikproduzent
- Edwin London (1929–2013), US-amerikanischer Komponist, Dirigent und Musikpädagoge
- Edwin McArthur (1907–1987), US-amerikanischer Dirigent, Pianist und Komponist
- Edwin Moses (* 1955), US-amerikanischer Hürdenläufer
- Edwin Noël (1944–2004), deutscher Schauspieler
- Edwin Rosen (* 1998), deutscher Musiker
- Edwin Redslob (1884–1973), deutscher Kunsthistoriker
- Edwin van der Sar (* 1970), niederländischer Fußballtorhüter
- Edwin Scharff (1887–1955), deutscher Bildhauer und Graphiker
- Edwin Schwerin (1886–1959), deutsch-israelischer Ingenieur und Hochschullehrer
- Edwin Starr (1942–2003), US-amerikanischer Soulsänger
- Edwin Sugarew (* 1953), bulgarischer Schriftsteller, Dissident und Politiker
- Edwin Thacker (1913–1974), südafrikanischer Leichtathlet
- Edwin Valero (1981–2010), venezolanischer Boxer
- Edwin Welte (1876–1958), Miterfinder des Reproduktionklaviers Welte-Mignon
- Edwin Zbonek (1928–2006), österreichischer Film- und Theaterregisseur
- Edwin Zellweker (1883–1953), österreichischer Lehrer, Literarhistoriker, Kulturpolitiker und Schriftsteller
- Edwin Zerbe (1916–1992), deutscher Jurist und Politiker (SPD)
- Edwin Ziegfeld (1905–1987), US-amerikanischer Kunstpädagoge
- Edwin Zimmermann (1948–2024), deutscher Ingenieur und Politiker (SPD)
- Edwin Zweifel (1897–1964), Schweizer Politiker (FDP)

## Personen mit dem Familiennamen Edwin
- Colin Edwin (* 1970), australischer Bassist
- Delan Edwin (* 1996), lucianischer Sprinter
- Edwin (Regisseur), indonesischer Regisseur
- Horace Dove-Edwin (* 1967), sierra-leonischer Sprinter
- Jason Edwin (* 1981), US-amerikanischer Basketballspieler
- Kurt Edwin, deutscher ordentlicher Professor (seit 1970) für Elektrische Anlagen und Energiewirtschaft an der TH Aachen